# Dolichomitus hypermeces
Dolichomitus hypermeces là một loài tò vò trong họ Ichneumonidae.